# Cyperus calderoniae
Cyperus calderoniae är en halvgräsart som beskrevs av Maria del Socorro González Elizondo. Cyperus calderoniae ingår i släktet papyrusar, och familjen halvgräs. Inga underarter finns listade i Catalogue of Life.